# Virginia (Illinois)
Virginia település az Amerikai Egyesült Államok Illinois államában, Cass megyében, melynek megyeszékhelye is. Lakosainak száma 1514 fő (2020. április 1.).

## Népesség
A település népességének változása:

| 2010 | 1 611 |
| 2020 | 1 514 |